# Marlin Model 1889

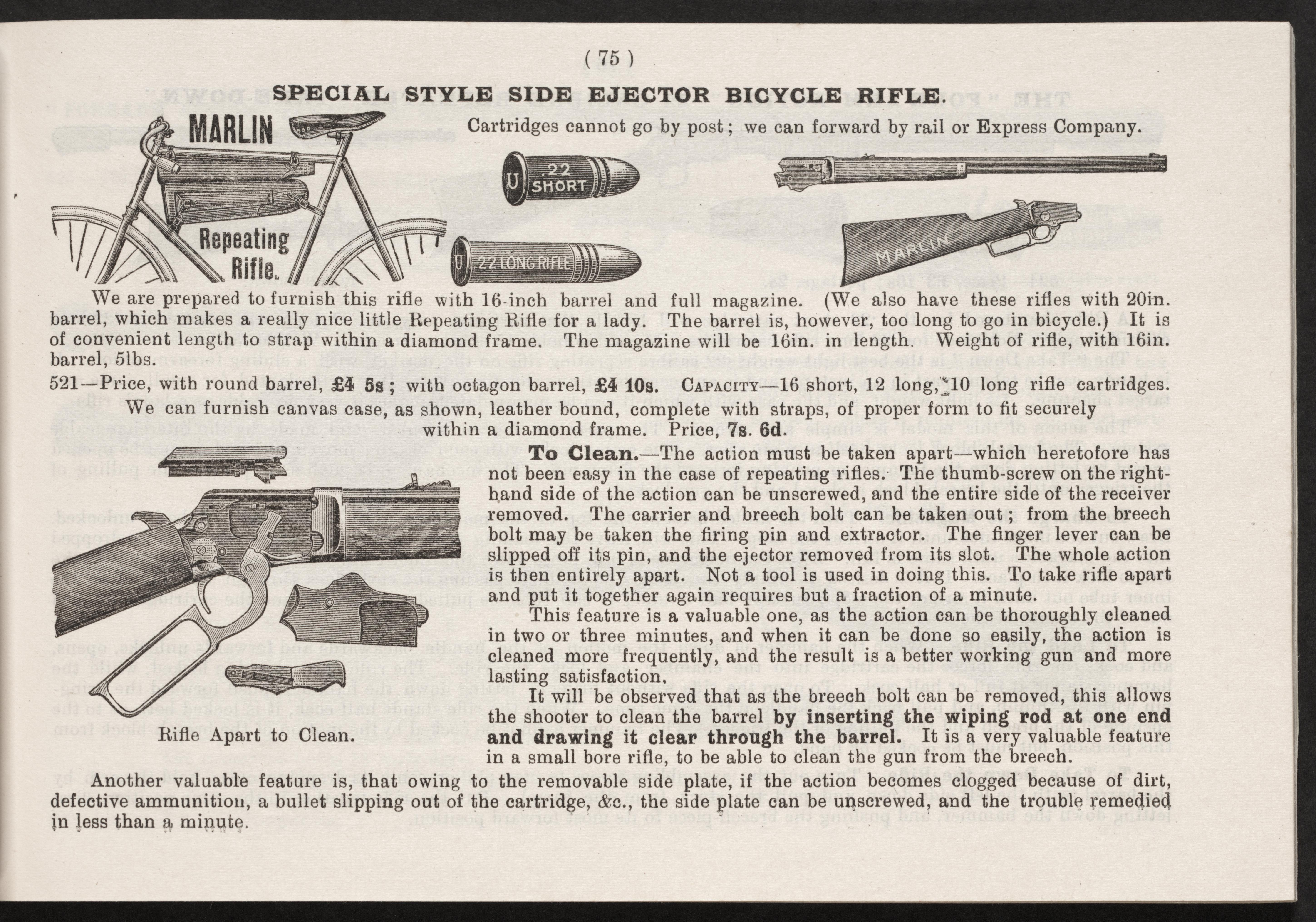
Anúncio de 1902, ressaltando as qualidades do rifle Marlin, de pequeno calibre e com ejetor lateral, "ideal para ser usado discretamente por uma senhora".

O Marlin Model 1889 é um rifle de repetição por ação de alavanca, projetado por Lewis Lobdell Hepburn, lançado em 1888 pela Marlin Firearms Company de North Haven, Connecticut. Esse foi o primeiro rifle de repetição com sistema de ejeção de estojos pela lateral.

## Histórico
O Model 1889 era comercializado com a designação de "New Safety Repeating Rifle" (um rifle mais seguro que os concorrentes), era um modelo de tamanho médio, redesenhado a partir do Model 1888. A diferença fundamental, era o topo sólido e o sistema de ejeção de cartuchos já deflagrados pela lateral.
As melhorias internas do Model 1889, incluíam um sistema de travamento mais robusto e um sistema de pino de percussão que impedia o disparo até que o ferrolho estivesse travado na posição correta. Também utilizava um mecanismo que erguia o cartucho automaticamente, fechando a extremidade do carregador depois que a ponta do cartucho havia passado pelo mecanismo de elevação, evitando que o próximo cartucho entrasse no mecanismo provocando "engasgos", uma melhoria fundamental, visto que o rifle era produzido nos calibres .32-20, .38-40 e .44-40.
O Model 1889 padrão na linha de produção, tinha cano de 24 polegadas, podendo ser octogonal ou redondo, no entanto, canos de medidas diferentes podiam ser encomendados em intervalos de 2 polegadas até o máximo de 32 polegadas. Com variantes de tamanho menor, esse modelo é considerado a primeira carabina da Marlin, a maioria com canos de 20 polegadas, e pouco mais de 300 com canos de 15 polegadas. Mais de 55.000 unidades dele deixaram a fábrica entre 1889 e 1903. Na época, o Model 1889 era considerado "o estado da arte" em relação a rifles.

## Fatos correlatos
O Model 1889, era a arma preferida de Annie Oakley, estrela do "Buffalo Bill's Wild West show" e de Frank C. Miller, do "Cheyenne Frontier Days Wild West Show" (Irwin Bros), ocasionando a seguinte declaração de Miller em entrevista concedida em 1915:
| “ | I gave as high as 15 exhibitions a day, shooting under all conditions, rain, wind, night, in parades in the streets, and late last fall, I used some of the guns on a hunting trip to Canada and Wyoming. From all this, you can see what opinion I have of Marlin guns. | ” |
|   | — Frank C. Miller. |   |